# Józefpol (rejon ostrowiecki)
Józefpol (biał. Юзафполле, Juzafpolle; ros. Юзефполье, Juziefpolje) – wieś na Białorusi, w obwodzie grodzieńskim, w rejonie ostrowieckim, w sielsowiecie Ryteń.

## Historia
W czasach zaborów zaścianek w gminie Kiemieliszki, w powiecie święciańskim, w guberni wileńskiej Imperium Rosyjskiego. W 1905 roku liczył 18 mieszkańców, 81 dziesięcin, własność Chodkowicza.
W dwudziestoleciu międzywojennym zaścianek leżący w Polsce, w województwie wileńskim, w powiecie święciańskim, w gminie Kiemieliszki.
W 1931 w 5 domach zamieszkiwały 22 osoby.
Po II wojnie światowej w granicach Związku Sowieckiego. Od 1991 w niepodległej Białorusi.